# Catedral de Ninotsminda
La Catedral de Ninotsminda (en georgiano: ნინოწმინდის მონასტერი) se encuentra en el pueblo de Sagarejo, en la región de Kakheti, Georgia. 

## Historia
La catedral es muy significativa en el desarrollo de la arquitectura georgiana, ya que es anterior al Monasterio Jvari en Mtskheta. El sitio está en ruinas actualmente, con solo el ábside oriental y una porción del muro occidental en pie. El ábside en ruinas está decorado con Frescos del siglo XVI de Odighitria, severamente destrozados con agujeros de bala hechos por bandidos de Dagestán en los siglos XVIII y XIX. Los esquemas de los cimientos indican que la iglesia originalmente tenía un centro octagonal, rodeado de nichos de esquina. Los registros históricos indican que los trabajos de restauración se llevaron a cabo en los siglos X y XI, y también durante 1671 y 1774. Sin embargo, la catedral se derrumbó durante los Terremotos de 1824 y 1848 y no fue reconstruida. 
El gran campanario de ladrillo dentro del mismo complejo data del reinado de Levan de Kakheti (1520-1574). Los tres pisos inferiores sirvieron como residencia, cada piso con una chimenea. La colocación escalonada de ladrillos en la fachada exterior para formar patrones geométricos indica la influencia cultural de la dinastía Safavid, al igual que el arco apuntado sobre la entrada. 
El complejo Ninotsminda está rodeado por una fortificación, con torres en las esquinas y un muro cortina almenado, que data de los siglos XVI-XVII. La puerta de entrada fortificada tiene torres salientes con matacán de colmena. 
Es actualmente operado como un convento por la iglesia ortodoxa de Georgia.